# Melville Marks Robinson
Melville Marks Robinson, meglio conosciuto come Bobby Robinson (Peterborough, 8 aprile 1888 – Burlington, 6 giugno 1974), è stato un giornalista e dirigente sportivo canadese, tra i fondatori dei Giochi dell'Impero Britannico (poi Giochi del Commonwealth).
Fu giornalista sportivo per il giornale canadese The Hamilton Spectator. Partecipò ai Giochi olimpici di Amsterdam 1928 in qualità di direttore della squadra canadese di atletica leggera, per la quale aveva reclutato Phil Edwards, atleta della Guyana britannica, colonia che ancora non aveva una squadra olimpica propria.
Le Olimpiadi di Amsterdam furono per Edwards il momento adatto per creare i contatti di cui necessitava per pubblicizzare la sua idea di tenere dei Giochi Britannici con lo "spirito di una competizione amichevole". I Giochi dell'Impero Britannico si svolsero a Hamilton (Canada) nel 1930: qui Edwards gareggiò per la Guyana britannica.
Robinson, che visse tra il 1920 e il 1957 a Burlington, fu nominato membro del consiglio della Burlington Central High School nel 1940 e rimase in carica fino al 1963, ricoprendo il ruolo di presidente tra il 1940 e il 1963. Dopo il suo ritiro, un'altra scuola, la M. M. Robinson High School, fu a lui intitolata.